# 龙德岛弓趾虎
龙德岛弓趾虎（Nactus durrellorum），又名龙德岛弓壁虎，是毛里裘斯龙德岛特有的一種壁虎，现被列为IUCN红色名录易危物种，但种群数量正呈上升趋势。

## 名称
龙德岛弓趾虎以英国的动物管理员Gerald Durrell及他的第二任妻子，生于美国且同为动物管理员的Lee McGeorge Durrell命名。

## 分类
该物种原作为蛇岛弓趾虎的龙德岛亚种被命名， 2000年被提升为单独的物种。作为亚种被命名时，其亚种小名原被引证为durrelli（阳性属格单数）， 2004年，Michels 和Bauer指出，因该亚种的纪念对象是夫妇二人，所以亚种小名应该是属格复数，durrelli因此被改为durrellorum。